# 187
Denne artikel omhandler årstallet 187. Filmen med Samuel L. Jackson kan findes her: 187 (film)
| 187                |
| ------------------ |
| Dødsfald - Fødsler |
|                    |

| Gregoriansk kalender | 187 CLXXXVII            |
| Ab urbe condita      | 940                     |
| Armensk kalender     | I/T                     |
| Kinesiske kalender   | 2883 – 2884 丙寅 – 丁卯 |
| Etiopisk kalender    | 179 – 180               |
| Jødisk kalender      | 3947 – 3948             |
| Hindukalendere       |                         |
| - Vikram Samvat      | 242 – 243               |
| - Shaka Samvat       | 109 – 110               |
| - Kali Yuga          | 3288 – 3289             |
| Iransk kalender      | 435 BP – 434 BP         |
| Islamisk kalender    | 449 BH – 448 BH         |

Se også 187 (tal)